# Dan Sullivan (Politiker, 1951)

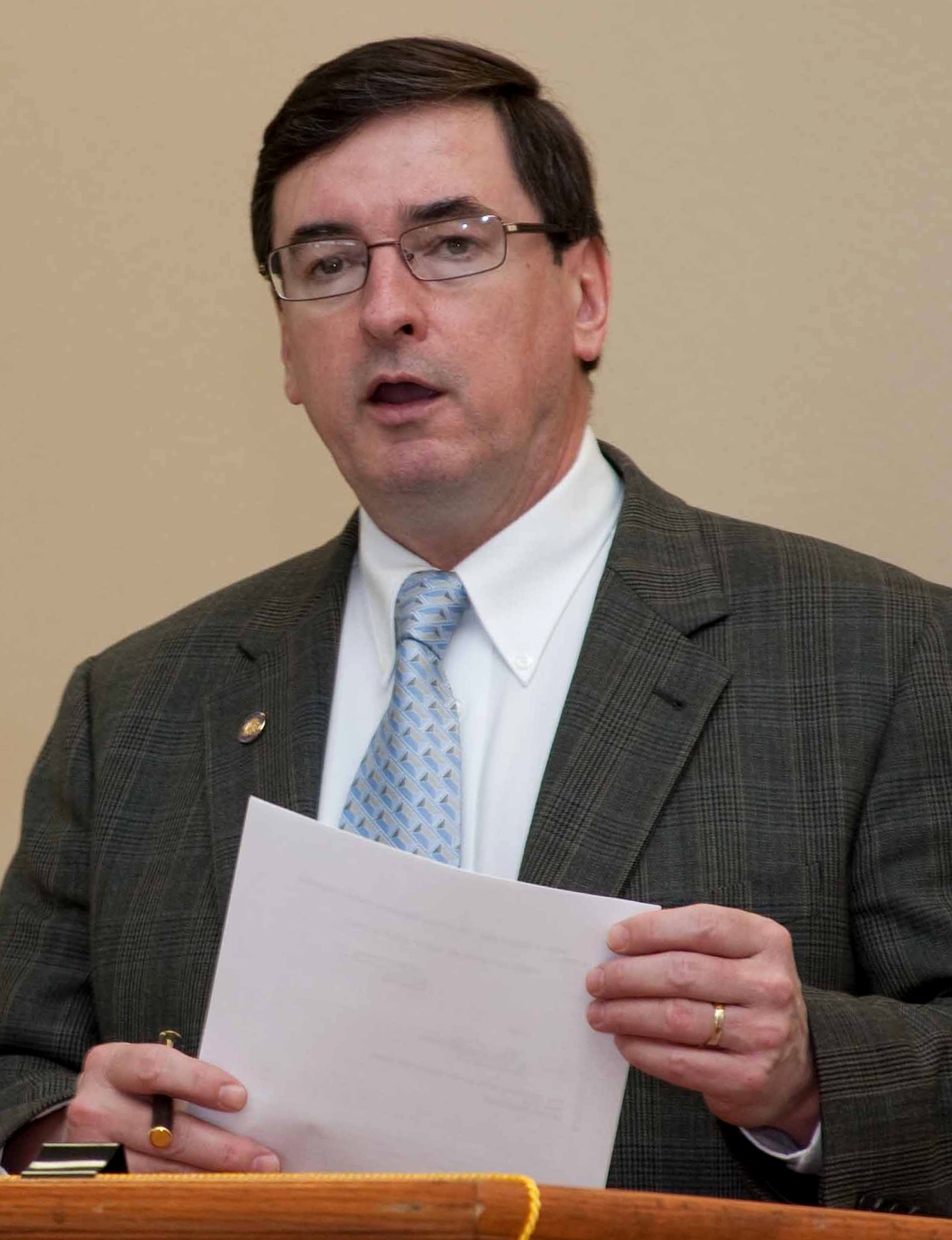
Dan Sullivan (2010)

Daniel A. Sullivan (* 16. Juni 1951 in Fairbanks, Alaska-Territorium) ist ein US-amerikanischer Politiker der Republikanischen Partei. Er war von 2009 bis 2015 Bürgermeister von Anchorage, der größten Stadt des Bundesstaates Alaska.

## Leben
Dan Sullivan ist der Sohn von George Sullivan und dessen Frau Margaret Mary Eagan und wuchs mit acht weiteren Geschwistern zunächst in Fairbanks auf. Die Familie kam 1959 nach Anchorage, nachdem George Sullivan dort bei einem Logistikunternehmen angestellt wurde. Sullivan studierte Politikwissenschaften an der University of Oregon. 1999 wurde Sullivan in die Stadtverordnetenversammlung von Anchorage gewählt. Während dieser Zeit war er an einer Verordnung beteiligt, die Lobbyisten dazu verpflichtete, vor dem Eintritt in den Stadtrat ihre Zugehörigkeit offenzulegen. Dies war eine Reaktion auf die Lobbyarbeit von Tom Anderson, der Mitglied des Repräsentantenhauses von Alaska war.
Im Jahr 2007 gab Dan Sullivan seine Kandidatur um das Bürgermeisteramt in Anchorage für die Bürgermeisterwahl 2009 bekannt. Dafür wurde er von Ted Stevens, der zu dieser Zeit für Alaska im Senat der Vereinigten Staaten saß, gebilligt. In seiner Wahlkampagne setzte sich Sullivan für eine Reduzierung der Kriminalität in Anchorage sowie eine Senkung der städtischen Ausgaben ein. Bei der Wahl am 7. April 2009 kam Sullivan nicht auf die erforderliche Absolute Mehrheit. Bei der Stichwahl am 5. Mai 2009 setzte er sich mit 57,3 Prozent der Stimmen gegen seinen Mitbewerber Eric Croft durch. Am 1. Juli 2009 löste er somit Mark Begich als Bürgermeister von Anchorage ab. Im April 2012 wurde Sullivan wiedergewählt.
2013 bewarb Dan Sullivan sich erfolglos um das Amt des Vizegouverneurs von Alaska, nachdem sich Mead Treadwell um das Amt des US-Senators beworben hatte. 2015 trat er nicht mehr zur Bürgermeisterwahl in Anchorage an und wurde von Ethan Berkowitz abgelöst. Am 1. Juni 2016 gab er bekannt, sich um das Amt des US-Senators für den Bundesstaat Alaska zu bewerben. Am 16. Juni 2016 zog er diese Bewerbung ohne Angabe von Gründen zurück.
Sullivan ist verheiratet und hat eine Tochter. Er betreibt seit 2006 zusammen mit einem Geschäftspartner eine Kneipe in der Innenstadt von Anchorage.